# RC Cola

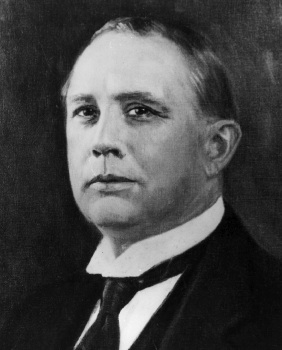
Claud A. Hatcher, inventator al Royal Crown Cola

RC Cola (prescurtare de la Royal Crown Cola) este o băutură carbogazoasă cu aromă de cola deținută în Statele Unite de Keurig Dr Pepper⁠(d) și la nivel internațional de către RC Global Beverages, Inc.
Royal Crown Ginge ale a fost primul produs. RC Cola a trecut prin diferite schimbări de nume  inclusiv Chero-Cola și Nehi, Inc., înainte de a deveni Royal Crown după moartea lui Claud A. Hatcher. 
Au fost vândute mai multe arome sub marca RC Cola, inclusiv de lămâie, căpșuni și zahăr din trestie. 

În anii 1950, compania Royal Crown a conducea industria băuturilor deoarece a vândut primele băuturi răcoritoare conservate, urmate de prima cola fără cofeină.
În 1958, RC Cola a devenit disponibilă în sticle de 16 uncii (454 grame). 
În ciuda inovației și a campaniilor de publicitate în masă ale companiei, veniturile totale au scăzut din cauza lipsei de inițiativă în distribuție.